# Zapadna provincija (Salomonski Otoci)
Zapadna provincija je najveća provincija Salomonskih Otoka.
Na sjeveru graniči sa susjednom državom Papuom Novom Gvinejom, na istoku s provincijom Isabel, a na jugu sa Središnjom provincijom.
Površina svih otoka iznosi 5.475 km². Gizo je pokrajinski glavni grad, nalazi se na otoku Gizo.
Godine 2009., gotovo 76.650 ljudi živjelo je na otocima Zapadne provincije.

## Otoci
- Faisi
- Fauro (otok)
- Gizo (otok)
- Ghoi
- Kennedy (otok)
- Kiambe
- Kingguru
- Kohinggo
- Kolombangara
- Liapari
- Logha
- Lola (otok)
- Marovo (otok)
- Marovo Lagoon
- Matikuri
- Mbava
- Mborokua
- Mbulo (otok)
- Mondomondo
- Mono (otok)
- Nakaza
- Nova Georgia
- Nggatokae
- Nusatupe
- Ranongga
- Rendova
- Shortland (otok)
- Simbo
- Stirling (otok)
- Telina
- Tetepare
- Vella Lavella
- Uepi
- Vangunu
- Vonavona